# Mapamundis antiguos
Se conoce coloquialmente como mapamundi antiguo a aquellos mapas que son anteriores al siglo xvii, y al advenimiento de las representaciones cartográficas actuales del mundo, presentando notoriedad de desproporciones terrestres y ausencia de tierras ahora reconocidas, por aquel entonces no descubiertas. Se caracterizan por incluir representaciones de seres fantásticos, para indicar peligro y cautela, además de tierras míticas.
Los mapamundis más antiguos que se conocen datan de la Antigüedad clásica y se basan en el paradigma de la Tierra plana. Los mapamundis que suponen una Tierra esférica aparecen por primera vez en el período helenístico. Los desarrollos de la geografía griega durante este tiempo, especialmente las de Eratóstenes y Posidonio, culminaron en la era romana con el mapamundi de Ptolomeo, en el siglo ii d. C., que seguiría rigiendo durante la Edad Media.
Desde Ptolomeo, el conocimiento del tamaño aproximado de la Tierra permitió a los cartógrafos estimar el alcance de sus conocimientos geográficos, y para indicar partes del planeta que se suponía que existían pero que aún no se habían explorado, como la llamada Terra incognita. Con la Era de los Descubrimientos, entre los siglos xv y xviii, los mapamundis se fueron perfeccionando; la exploración del continente antártico, Australia y el interior de África por los cartógrafos occidentales se desarrolló principalmente en el siglo xix y principios del xx.

## Edad Antigua

### Mapamundi de Ptolomeo

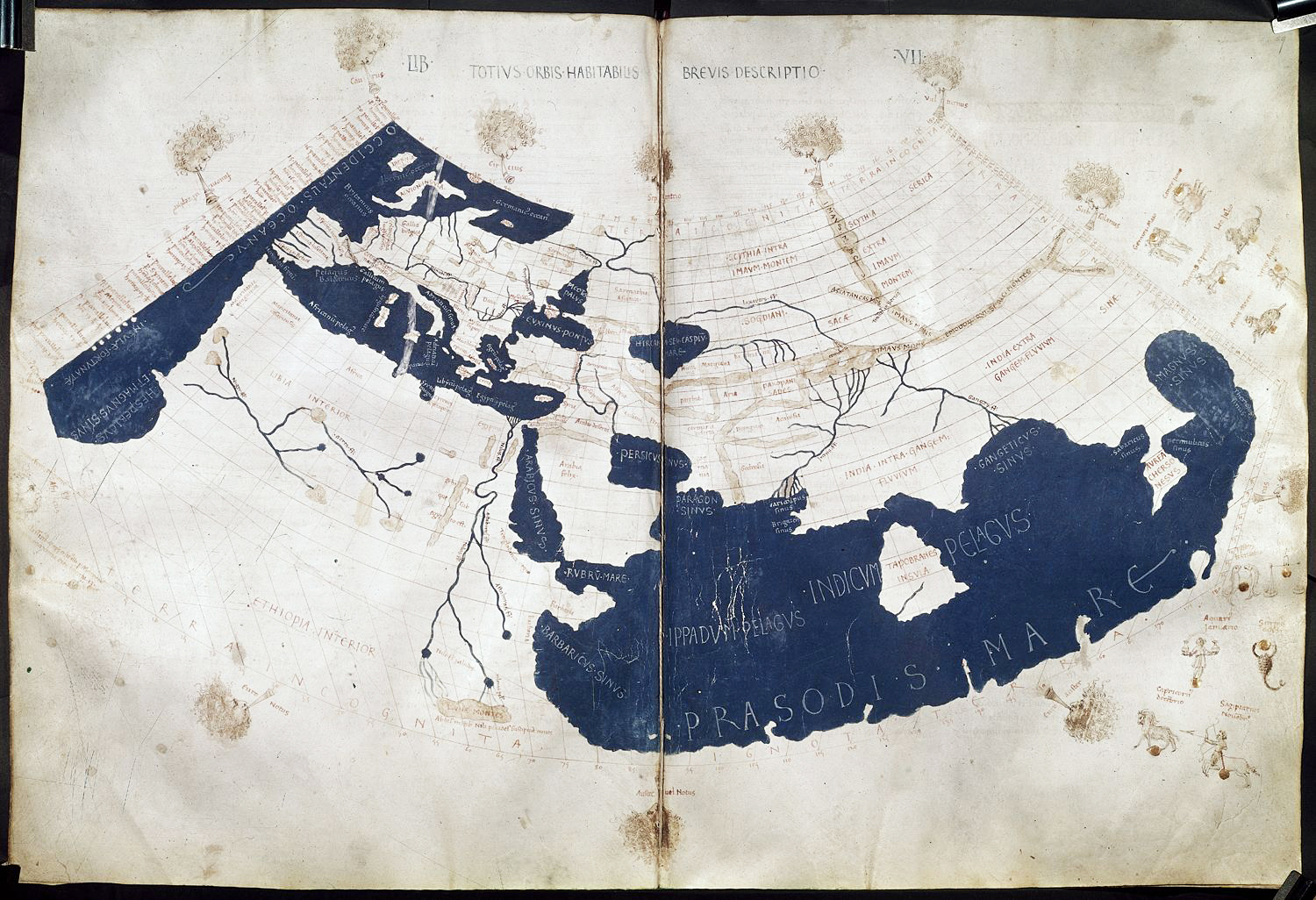
El mapamundi de Ptolomeo, hacia 150. Manuscrito florentino de mediados del.

El mapamundi de Ptolomeo es un mapa basado en la descripción del mundo recogida en el libro Geographia de Ptolomeo, escrito hacia el año 150. A pesar de que nunca se hayan encontrado los auténticos mapas de Ptolomeo, la Geographia contiene miles de referencias a varias partes del mundo antiguo con coordenadas para la mayor parte de él, lo cual permitió que los cartógrafos pudieran reconstruir la visión ptolemaica del mundo cuando sus manuscritos fueron redescubiertos alrededor del año 1300.

### Mapamundi de Macrobio

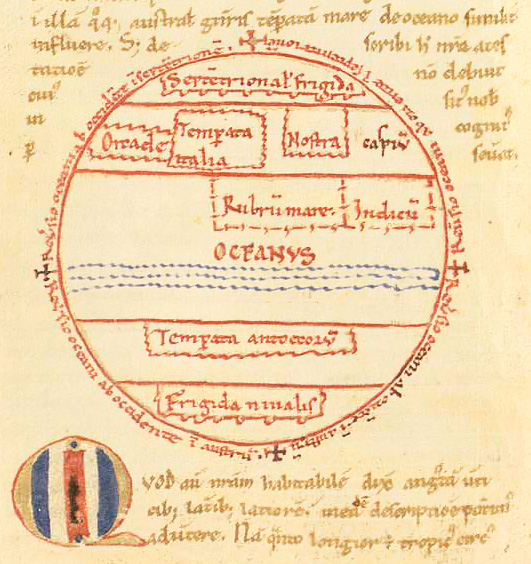
Mapa esquemático de un manuscrito del siglo xii del Comentario al Sueño de Escipión, de Macrobio.

En el Comentario al Sueño de Escipión, de Macrobio, elaborado en el siglo iv d. C., se describe una esfera terrestre dividida en zonas climáticas, con un erróneo océano ecuatorial que divide la zona habitable norte (ecúmene) de la zona en la que habitarían los antípodas.
Este modelo de globo terrestre tuvo mucha aceptación entre los filósofos tardorromanos y medievales, como Agustín de Hipona, quien realizó razonamientos sobre si podía haber habitantes antípodas, ya que no se nombraban en la Biblia y las barreras naturales que se describían eran infranqueables.

## Edad Media

### Mapamundi del Beato de Liébana (777)

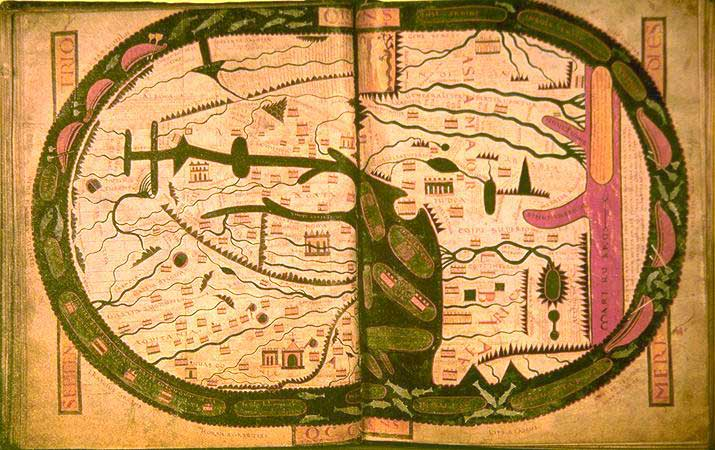
Mapamundi del Beato de Saint-Sever.

El Beato de Liébana (730–798) fue un monje y teólogo español.  Hoy en día es sobre todo recordado por ser el autor del Comentario al Apocalipsis, publicado en 776. Ese Comentario contiene también uno de los más antiguos mapamundis de la historia. A pesar de que el manuscrito original, así como el mapa, no ha llegado hasta el presente, algunas copias del mapa quedaron en varios de los manuscritos existentes.
El mapa no tiene un carácter exclusivamente geográfico, aunque representa una visión aproximada del mundo —originada por Ptolomeo—, sino que está hecho para indicar gráficamente el lugar que corresponde a cada uno de los Apóstoles cristianos en su labor misional entre los pueblos.
El Beato de Liébana mantuvo correspondencia con Alcuino de York y tomó partido en la controversia adopcionista, criticando las opiniones de Félix de Urgel y Elipando de Toledo.

### Mapamundi de Al-Idrisi (1154)

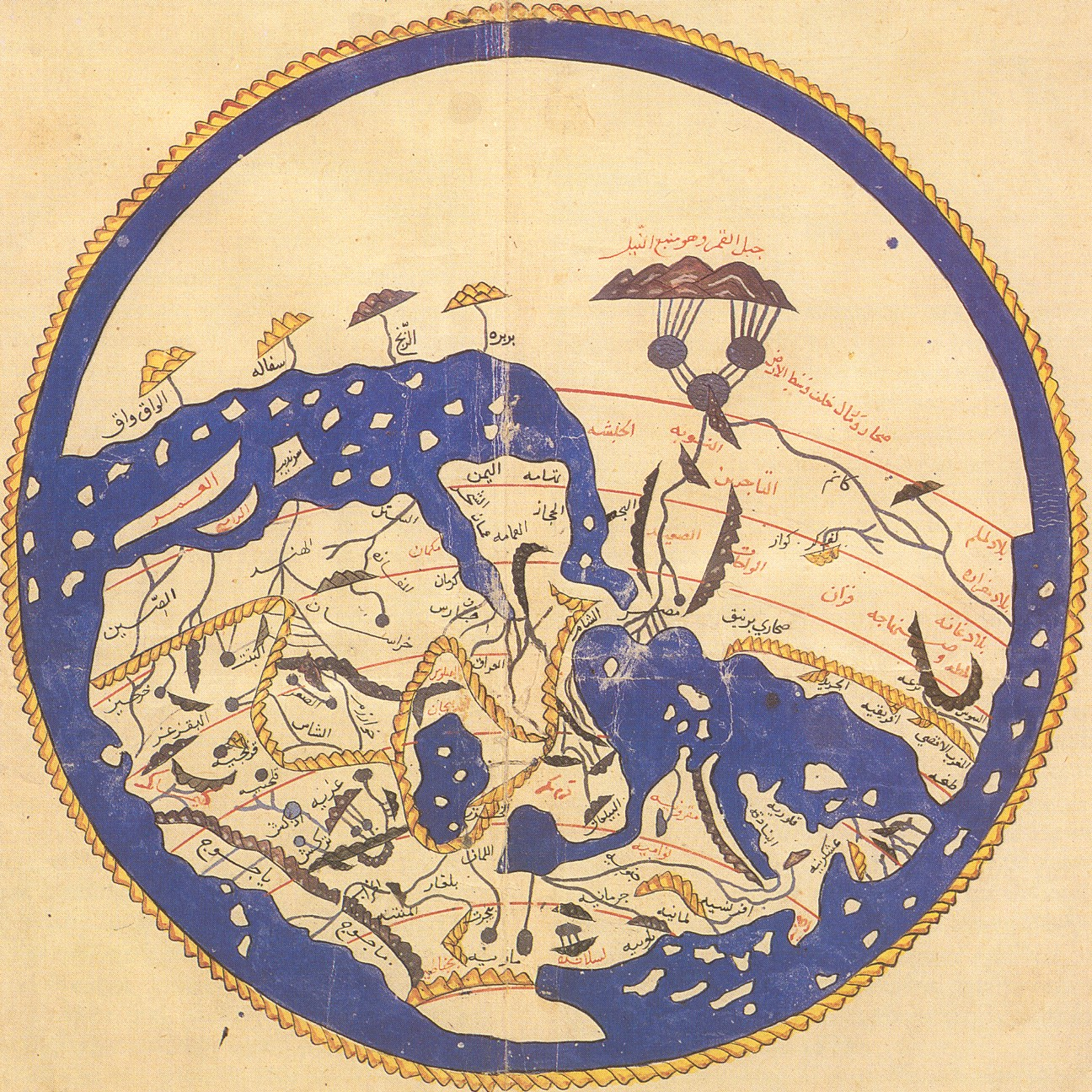
El mapamundi de Al-Idrisi.

El mapa del geógrafo árabe Al-Idrisi incorporó los conocimientos que los comerciantes y exploradores árabes habían acumulado sobre África y el océano Índico a los que ya tenían (heredados de los geógrafos clásicos), creando así uno de los mapas del mundo más exactos realizados hasta entonces. Se debe destacar que en este mapa el polo norte se encuentra en la parte inferior.

### Mapa de Vinlandia

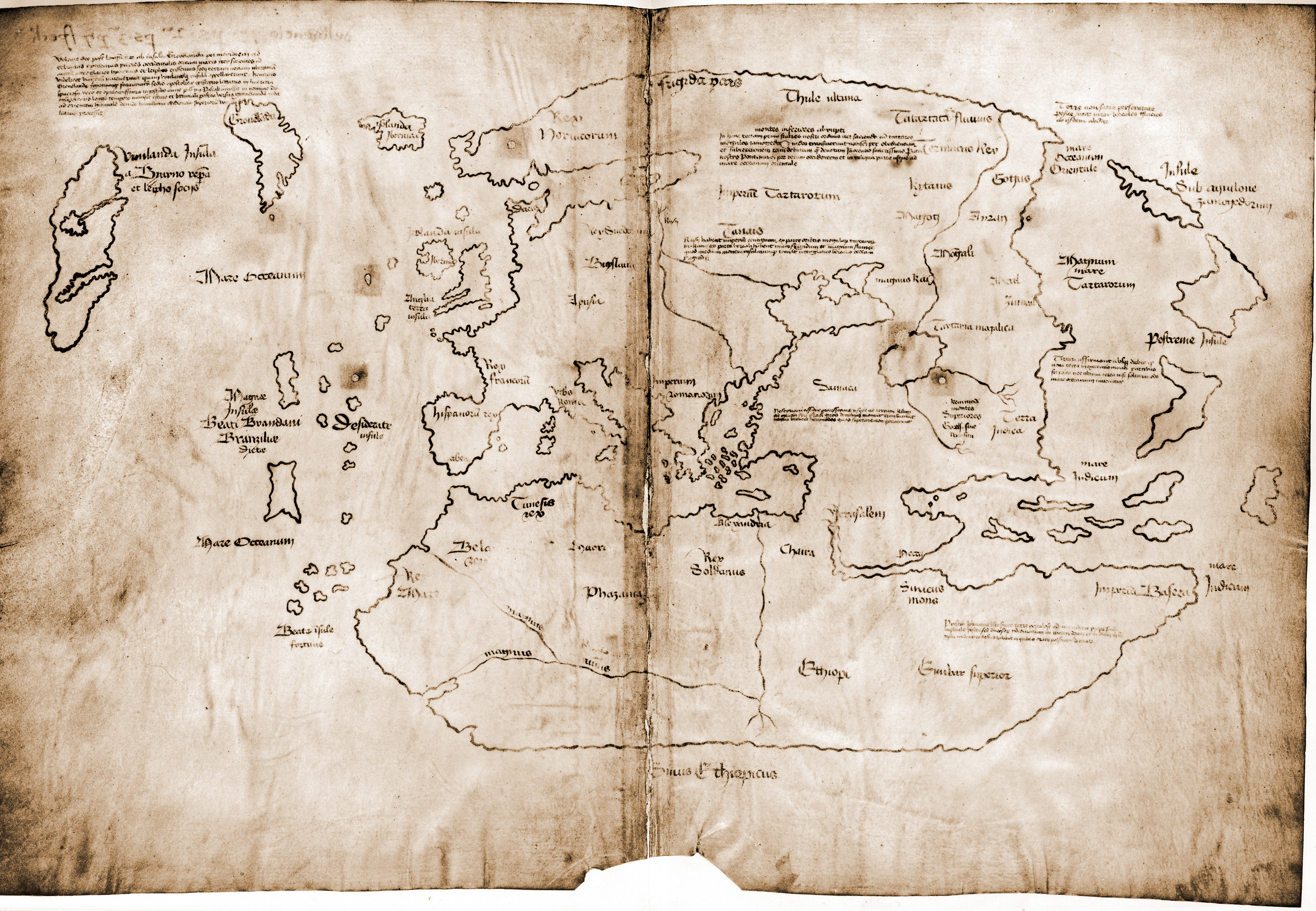
El mapa de Vinlandia.

El mapa de Vinlandia podría tratarse de un mapamundi del siglo xv copiado de uno originario del siglo xiii. Su importancia radica en que, además de mostrar África, Asia y Europa, el mapa representa un sector de tierra en el océano Atlántico llamado Vinlandia. El mapa permite ver que esa tierra fue visitada en el siglo xi. Se cree que el mapa demuestra que los exploradores vikingos descubrieron y cartografiaron el Nuevo Mundo antes de que Cristóbal Colón lo hiciera en 1492. La autenticidad del mapa es cuestionada.

### Mapamundi de Hereford (1300)

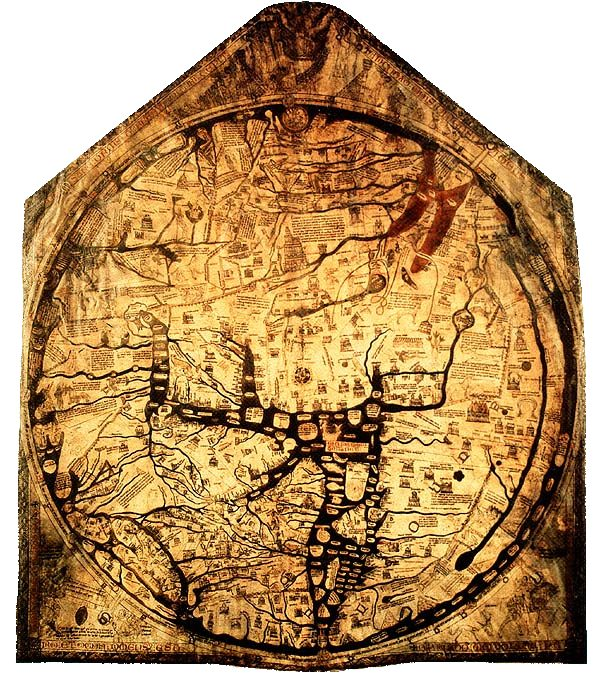
El mapamundi de Hereford.

El mapamundi de Hereford es un mapa de T en O que data del año 1300, aproximadamente. Está firmado por un geógrafo llamado Richard de Holdingham o Lafford. Fue dibujado en una sola hoja de pergamino de 158 por 133 centímetros y realizado en tinta negra con añadido de rojo, oro, azul y verde para el agua (con el Mar Rojo pintado de rojo).

### Mapa Kangnido (1402)

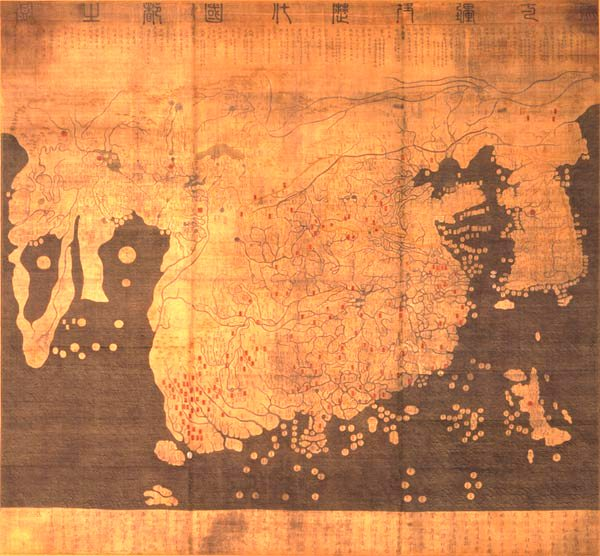
La Carta Kangnido, 1402.

La carta Kangnido («Mapa histórico de países y ciudades») se realizó en Corea con material chino en el año 1402 por Gim Sa-hyeong (김사형:金士衡), Li Mu (이무:李茂) y Li Hoi (이회). Describe la totalidad del Viejo Mundo, desde Europa y África al Oeste, a Corea y Japón al Este, con una China de tamaño desproporcionado en el centro. Se realizó en una época anterior a los primeros viajes de exploración europeos e incluso a los famosos viajes del almirante chino Zheng He, lo cual deja entrever un profundo conocimiento geográfico y campañas de exploración desde fechas muy tempranas.

### Mapamundi de De Virga (1411–1415)

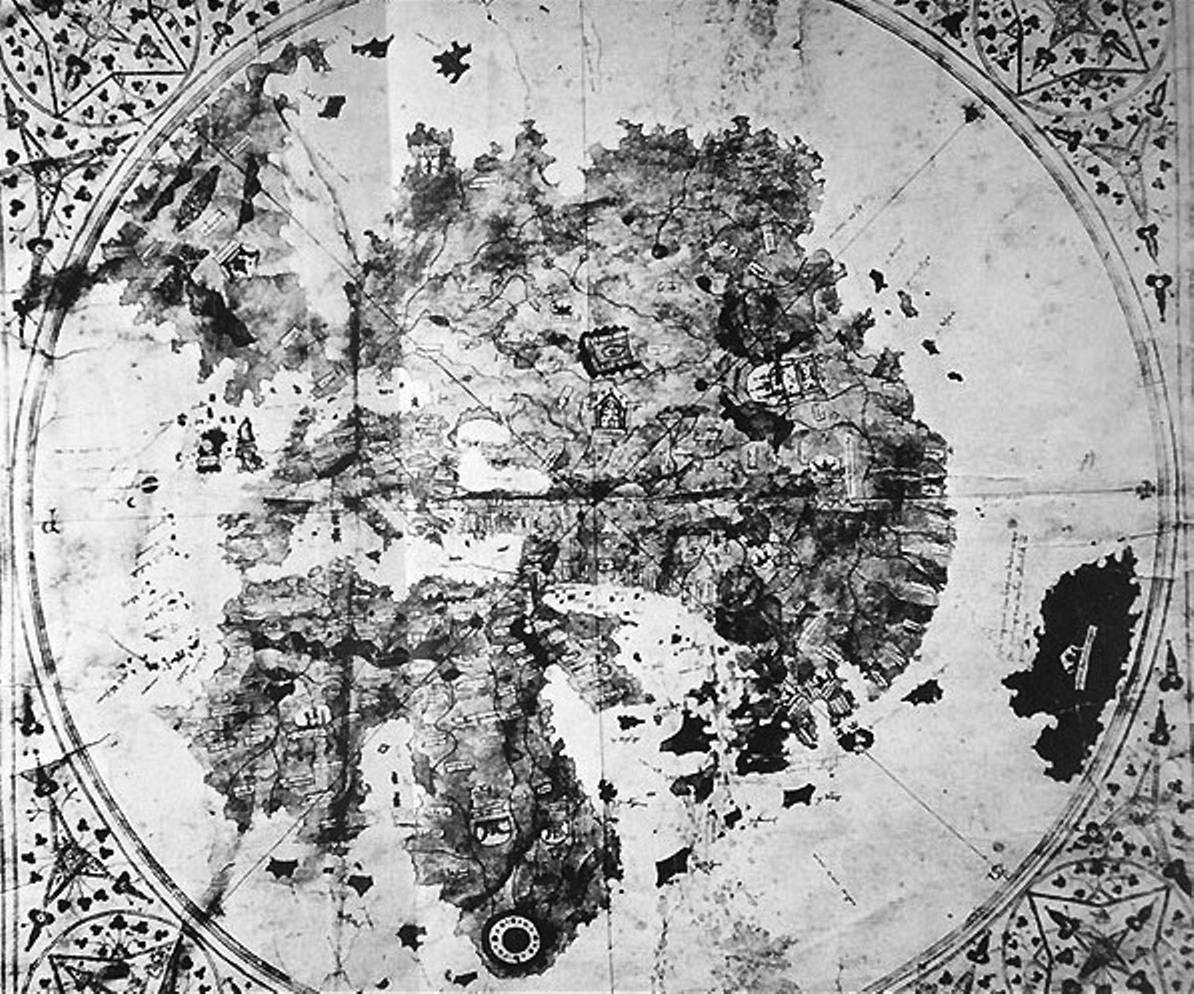
El mapamundi de De Virga, 1411–1415.

El mapamundi de De Virga fue realizado por Albertino de Virga entre 1411 y 1415. A Albertino de Virga, veneciano, se le conoce también por un mapa del Mediterráneo hecho en 1409, también creado en Venecia. Su mapamundi es circular, dibujado en una pieza de pergamino de 69 por 44 centímetros. Incluye una ampliación que contiene un calendario y dos tablas.

### Mapamundi de Bianco (1436)

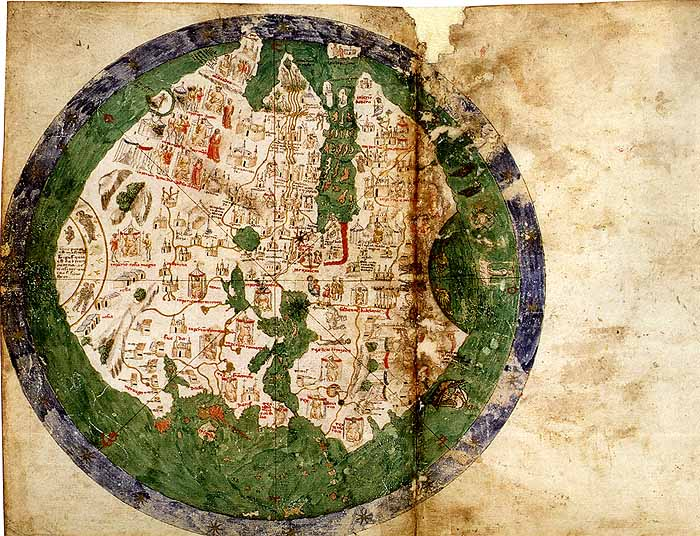
Mapamundi de Bianco, 1436.

El mapamundi de Andrea Bianco, de 1436, comprende diez hojas de pergamino y mide 29 por 38 centímetros, con una encuadernación del siglo xviii. El primer folio contiene la descripción de la Regla de Marteloio para determinar el rumbo, con el círculo y cuadrado, dos tablas y otros dos diagramas. Las ocho hojas siguientes contienen varias cartas náuticas. La novena cuenta con un mapamundi circular de 25 centímetros de circunferencia. El folio final contiene un mapamundi basado en la primera proyección de Ptolomeo. Algunos creen que los mapas de Bianco fueron los primeros en retratar fielmente las costas de la Florida (como una gran península unida a una gran isla etiquetada como Antillia. Bianco también colaboró con Fra Mauro en su mapamundi del año 1459.

### Mapamundi de la Colección de Harley

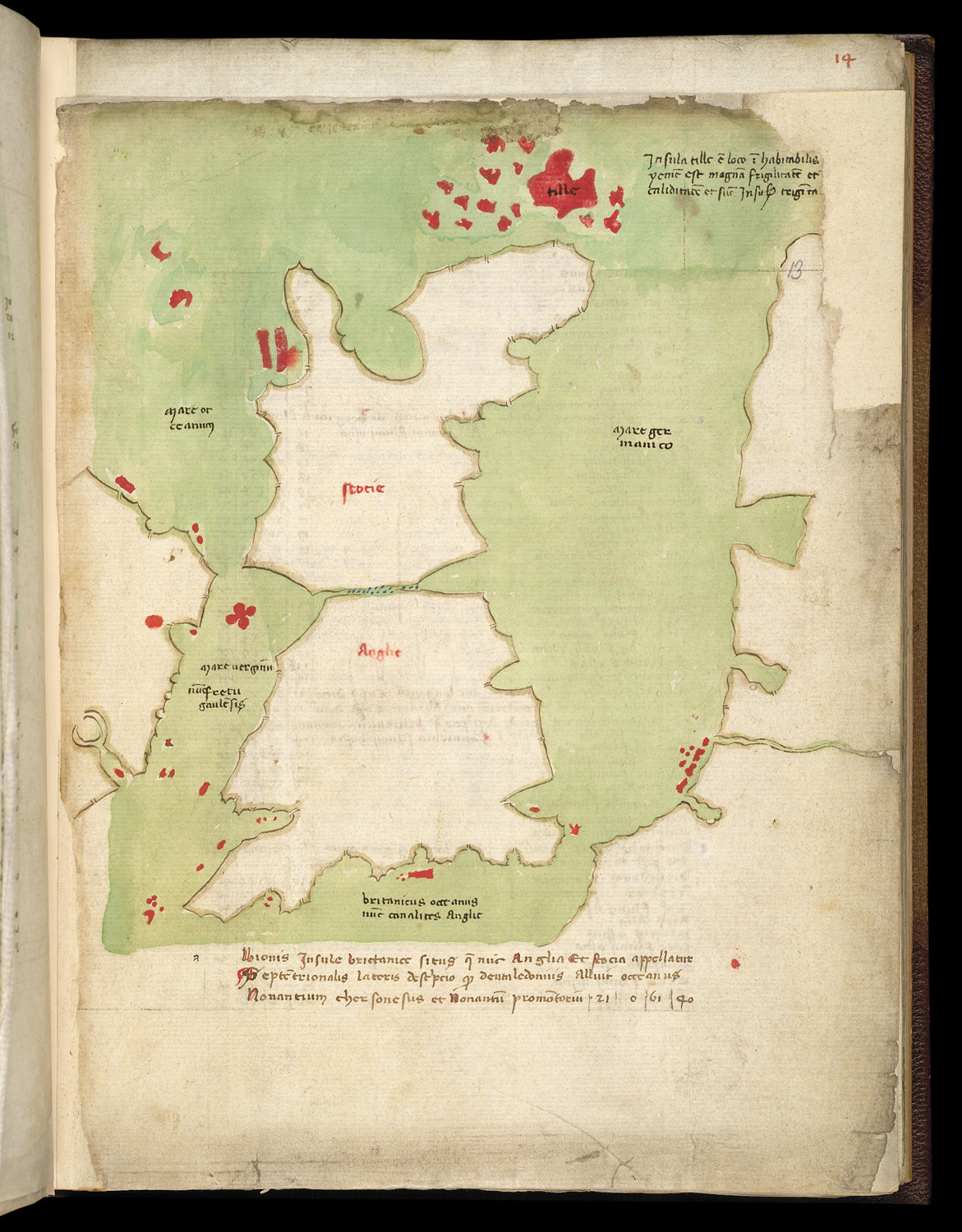
Mapa latino de Gran Bretaña

El mapamundi de la Colección de Harley es un pergamino de varias páginas que contiene mapas de numerosas partes del mundo entonces conocido, entre ellos, el mapa de la Península Ibérica, del siglo xv, realizado entre 1436 y 1450.

## Edad Moderna

### Mapamundi de Fra Mauro (1459)

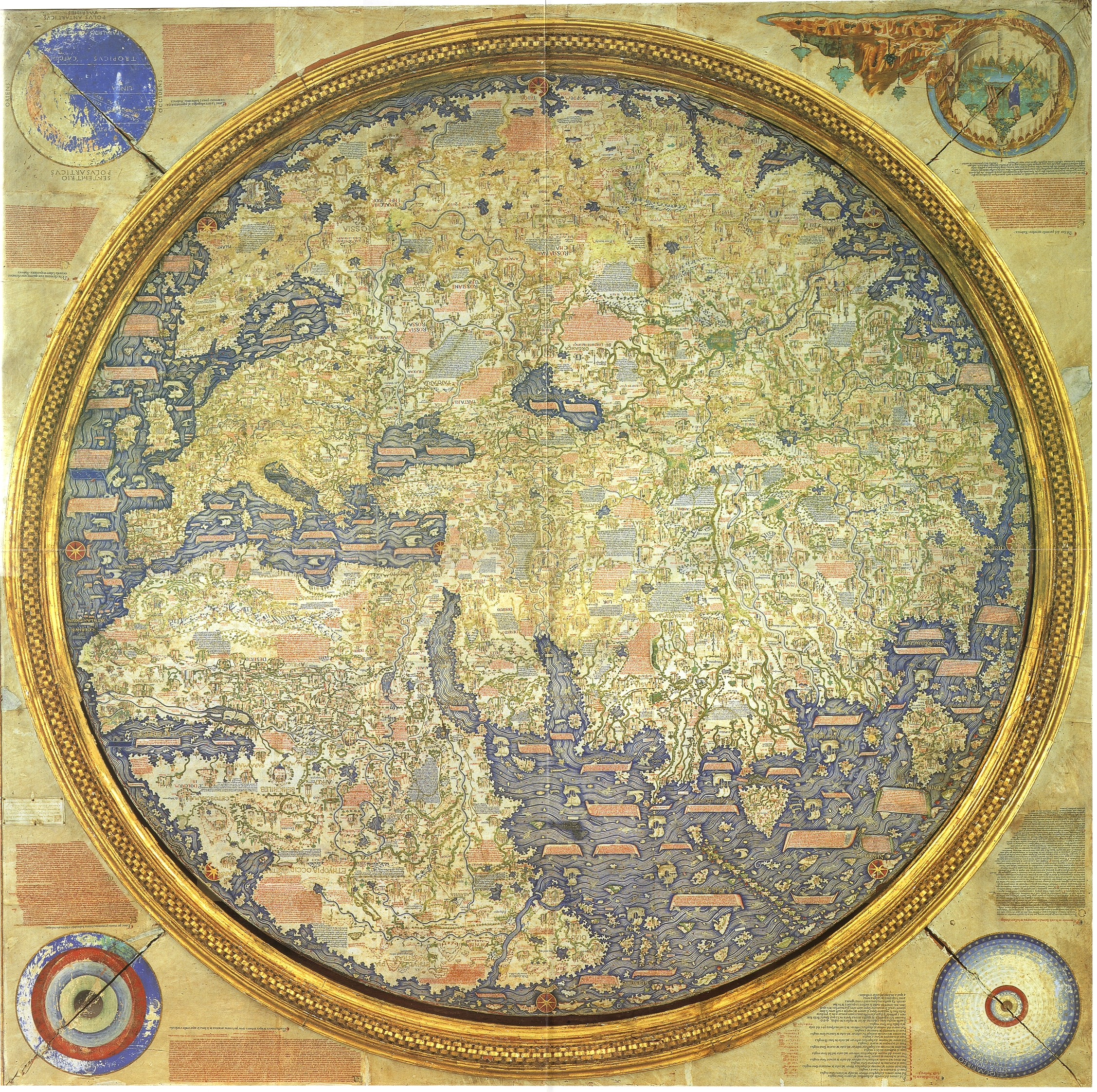
El Mapamundi de Fra Mauro, 1459.

El mapamundi de Fra Mauro fue creado entre 1457 y 1459 por el monje veneciano Fra Mauro. Es un planisferio circular dibujado en pergamino y enmarcado en madera, de alrededor de 2 metros de diámetro. El mapamundi original lo hizo Fra Mauro y su asistente Andrea Bianco, un marinero cartógrafo al servicio del rey Alfonso V de Portugal. El mapa fue completado el 24 de abril de 1459 y se envió a Portugal, pero no se conservó hasta el presente. Fra Mauro murió al año siguiente mientras realizaba una copia del mapa para el señorío de Venecia, y la copia fue completada por Andrea Bianco.

### Mapa de Juan de la Cosa (1500)

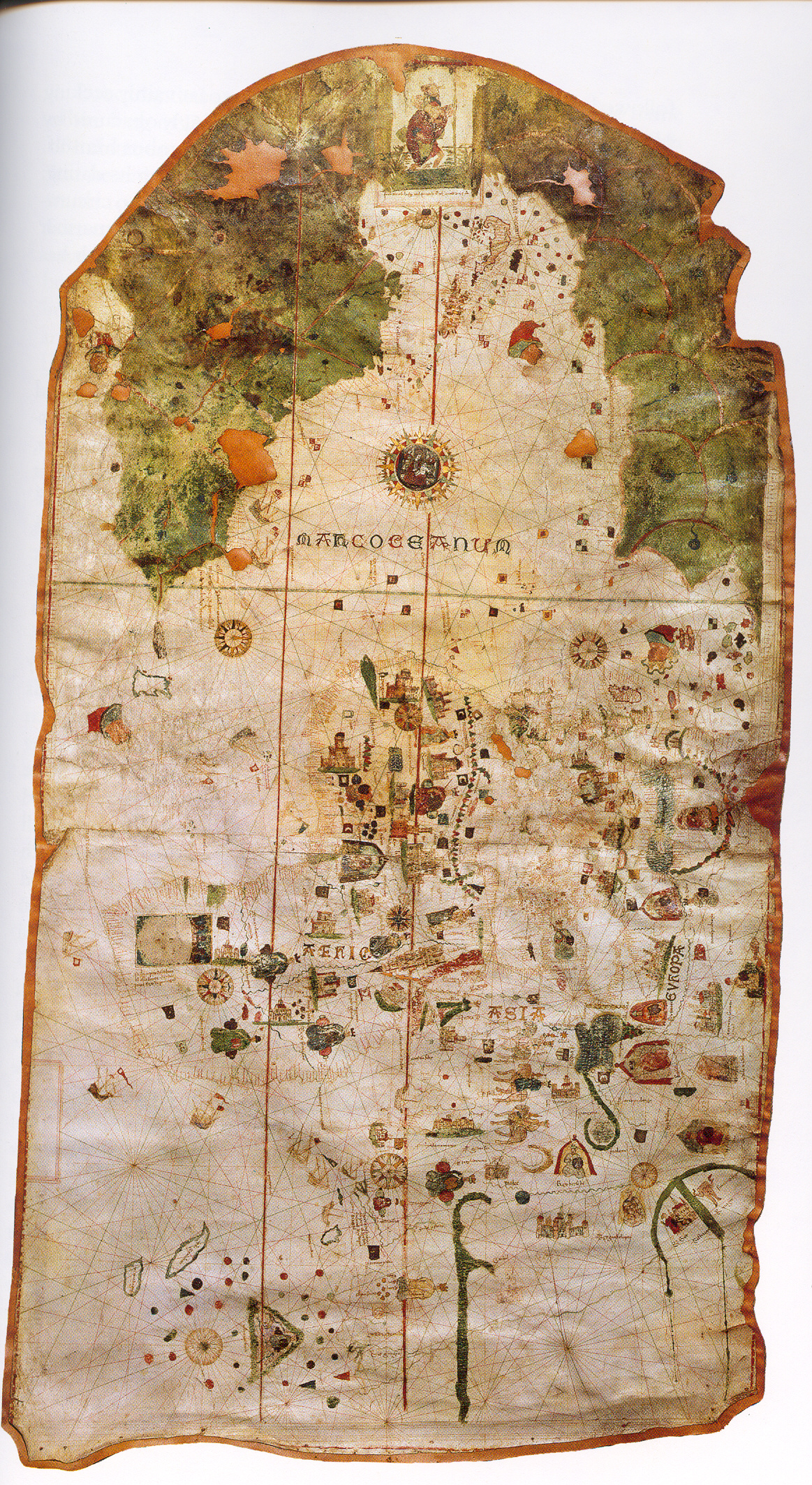
Mapa de Juan de la Cosa.

El mapa de Juan de la Cosa se encuentra pintado sobre pergamino, de 93 cm de alto por 183 cm de ancho, conservado en el Museo Naval de Madrid. Una inscripción dice que fue realizado por el marino cántabro Juan de la Cosa en 1500 en El Puerto de Santa María de Cádiz. Su rica decoración indica que probablemente fue hecho por encargo de algún miembro poderoso de la corte de los Reyes Católicos.

### Planisferio de Cantino (1502)

Planisferio de Cantino.

El mapamundi o planisferio de Cantino es el mapa más antiguo que muestra los descubrimientos portugueses de oriente y occidente. Recibe su nombre de Alberto Cantino, un agente del duque de Ferrara que consiguió introducirlo a escondidas en Italia desde Portugal en 1502. Este mapa es particularmente notable por el hecho de que registra un (todavía fragmentario) trozo de la costa del Brasil, descubierta accidentalmente en 1500 por el explorador portugués Pedro Álvares Cabral y subsecuentemente explorada por Gonzalo Coelho y Américo Vespucio.

### Mapa de Piri Reis (1513)

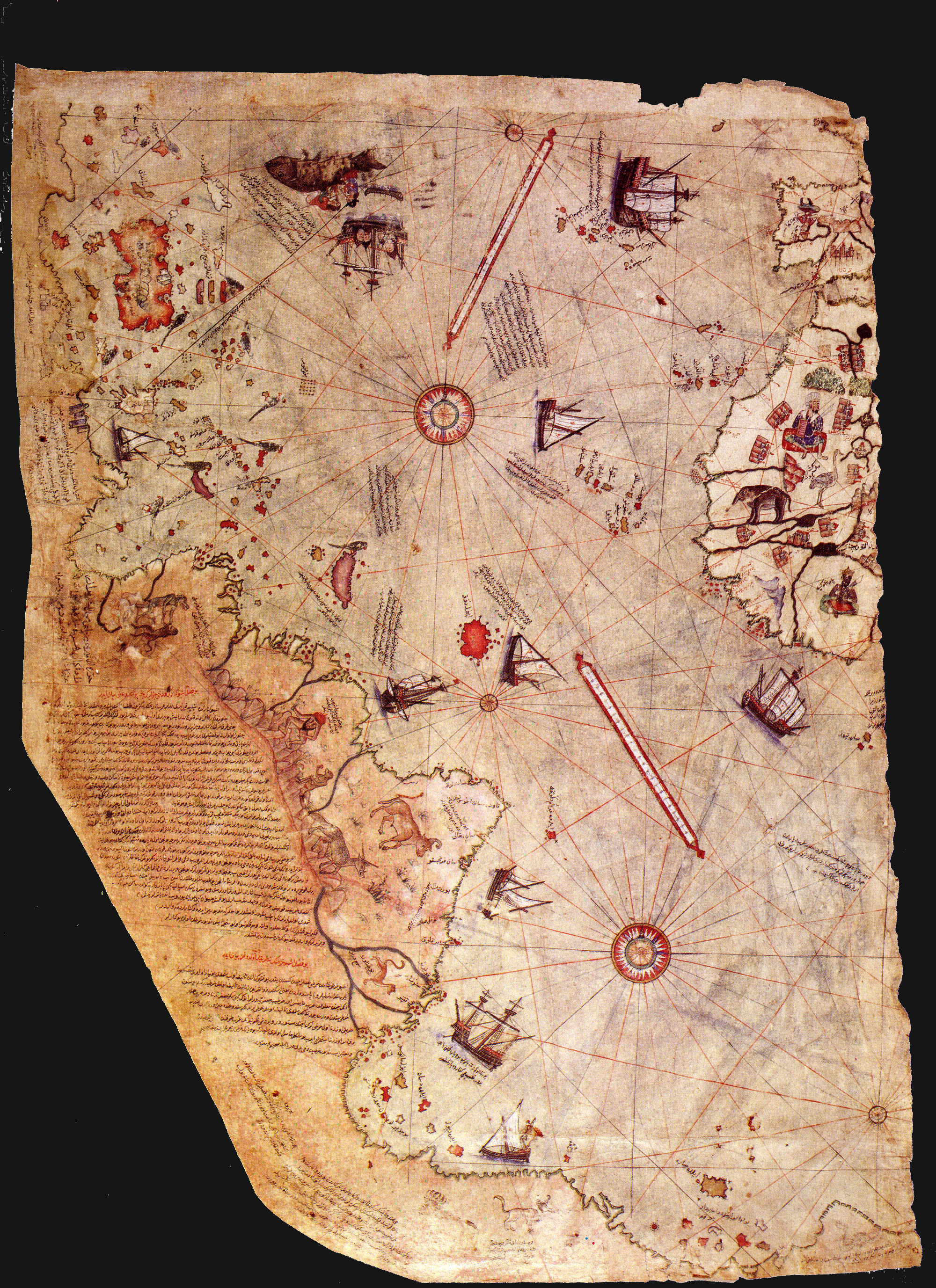
El mapa de Piri Reis.

El mapa de Piri Reis es un famoso mapa del mundo premoderno creado en el siglo xvi por el almirante y cartógrafo turco-otomano Piri Reis. El mapa muestra parte de las costas occidentales de Europa y norte de África con una notable exactitud; la costa del Brasil es también reconocible. Varias islas atlánticas, incluidas las Azores y las Canarias, aparecen también representadas, así como la mítica isla de Antillia. El mapa es digno de mención por la representación de una masa de tierra austral, que muchos tomaron como evidencia de una antigua conciencia de la existencia de la Antártida.

### Mapa de Mercator (1569)

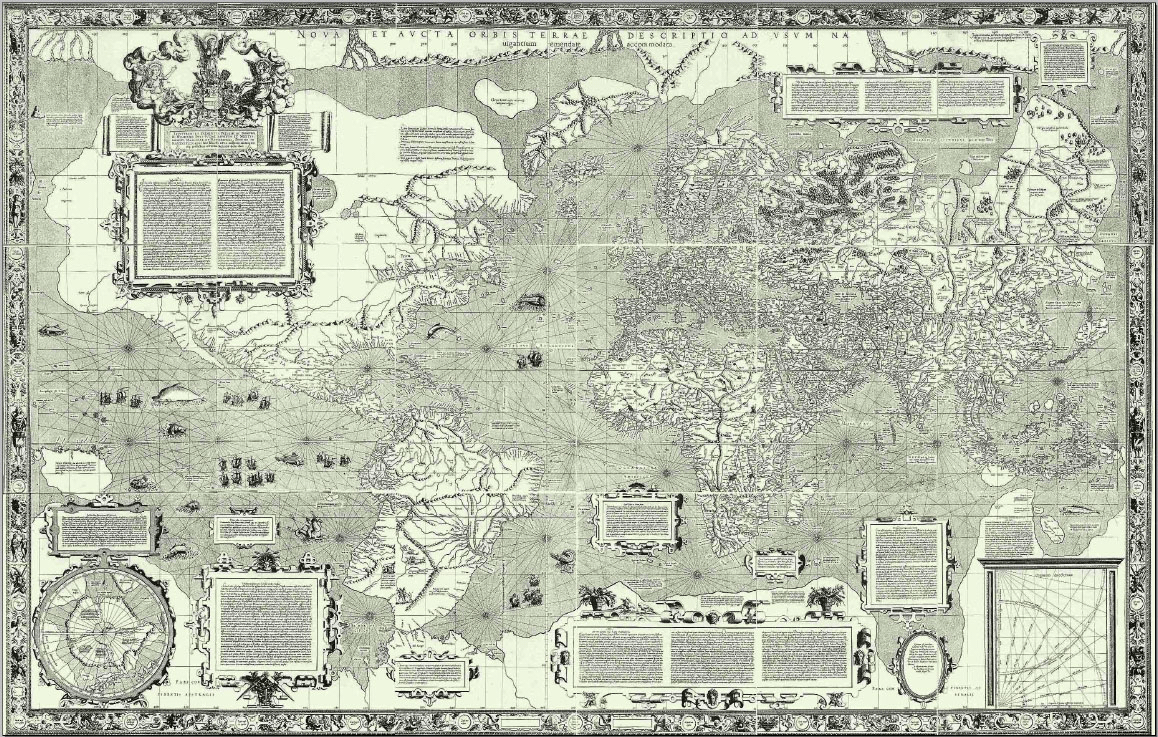
Mapa de Mercator, de 1569.

Gerardus Mercator, mediante su mapa, pretendía representar la superficie esférica terrestre sobre una superficie cilíndrica, tangente al ecuador, que al desplegarse generaría un mapa terrestre plano. Este primer mapa mide 202 por 124 cm y fue impreso en Flandes.

### Mapa de John Speed (1627)
En 1627 John Speed publicó A Prospect of the Most Famous Parts of the World (Una perspectiva de las partes más famosas del mundo), impreso por John Dawson pero que no atribuye la autoría a Speed. Este sería el primer mapamundi hecho por un inglés.

### Mapa de Nicolaes Visscher (1658)

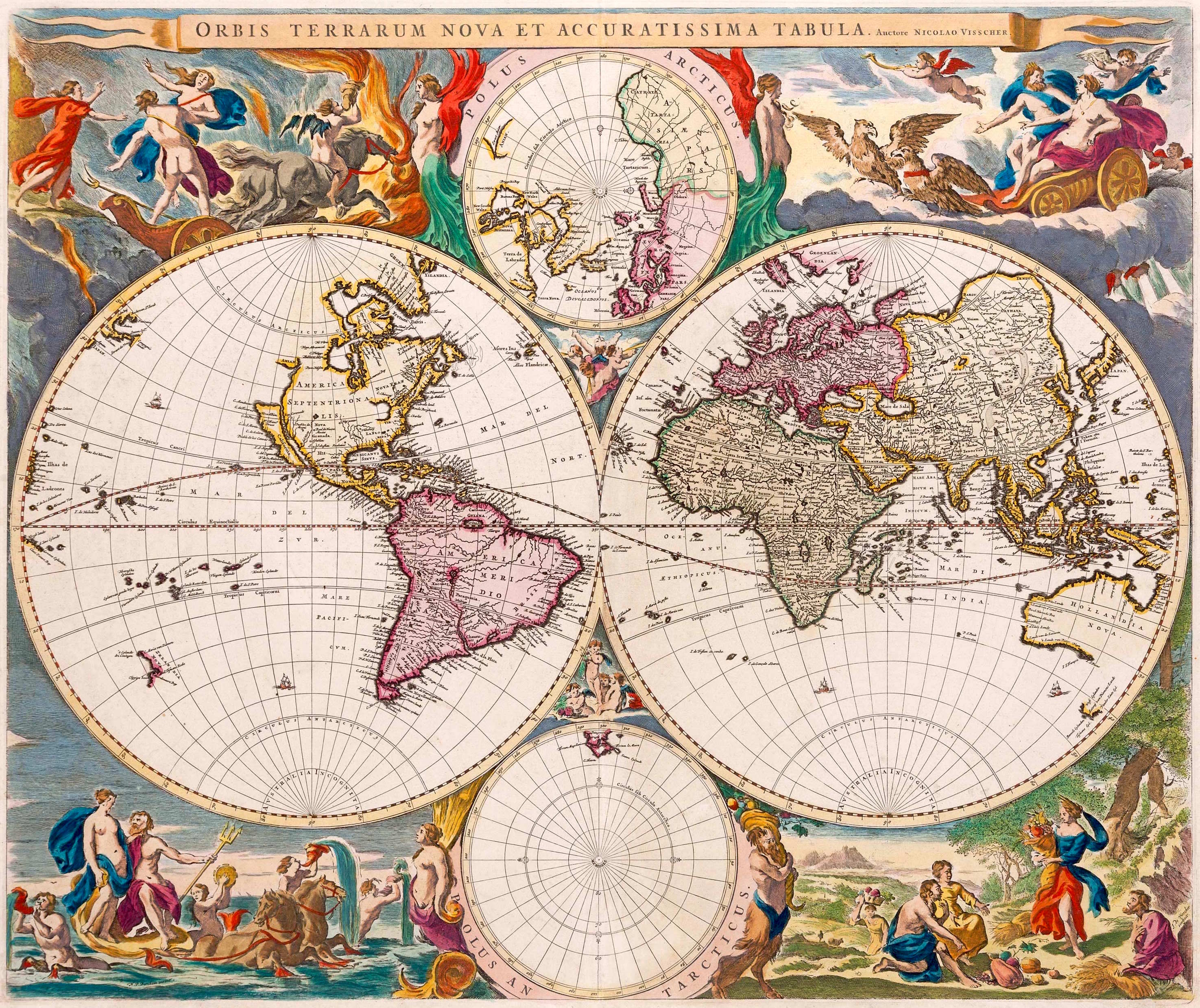
Nicolaes Visscher, Orbis Terrarum Nova et Accuratissima Tabula, 1658.

Este mapa grabado de doble hemisferio, Orbis Terrarum Nova et Accuratissima Tabula, fue creado por Nicolaes Visscher en 1658 en Ámsterdam. También contiene proyecciones polares norte y sur más pequeñas. El borde está decorado con escenas mitológicas, una en cada esquina, dibujadas por el pintor Nicolaes Berchem, que muestran a Zeus, Neptuno, Perséfone y Deméter. Es un ejemplo temprano de mapas neerlandeses altamente decorados.